# Johannes Pieter de Herder
Johannes Pieter de Herder (Amsterdam, 6 juni 1910 – Koudekerk aan den Rijn, 14 december 1958) was een Nederlands politicus van de CHU.
Hij werd geboren als zoon van Johannes Pieter de Herder (1881-1941) en Catharina Corstiana Boomkens (1885-1980). Hij is afgestudeerd in de rechten aan de Universiteit van Amsterdam en was daarna een jaar werkzaam bij de gemeentesecretarie van Weesperkarspel maar hij is ook nog volontair geweest bij de gemeente Voorschoten. Als reserve eerste luitenant werd hij kort voor de Tweede Wereldoorlog gemobiliseerd. Na de Nederlandse capitulatie werkte hij bij de gemeentelijke dienst van sociale zaken in Amsterdam. In 1943 dook hij onder en na de bevrijding was hij werkzaam bij het Beheersinstituut voor hij in 1947 algemeen secretaris werd bij het bureau van de regeringscommissaris voor het Radiowezen. De Herder vestigde zich in 1949 in Amsterdam als advocaat. Hij werd in 1953 benoemd tot burgemeester van Koudekerk aan den Rijn. 
Tijdens dat burgemeesterschap overleed hij in 1958 op 48-jarige leeftijd aan een hersenbloeding.